# Црква Светог архиђакона Стефана на Градском гробљу „Пучиле“ у Бијељини
Црква Цветог архиђакона Стефана се налази у насељу Пучиле. Храм је посвећен празнику Преноса моштију светог архиђакона Стефана (15. август).

## Опис
Црква Светог архиђакона Стефана је једнодобни храм. Њене димензије су 17,8х8,5 метара.

## Историјат[3]
Градња храма завршена је 1936. године, а храм је освештао епископ зворничко-тузлански Нектарије Круљ. Иконостас од храстовине у дуборезу израдио је Драган Петровић из Београда 2007. године. Иконе на иконостасу и цјелокупан храм живописао је 2007. године Јован Атанацковић из Београда.
Ктитор храма је Илија Ранкић из Београда. 
До 2020. храм опслуживао протонамјесник Радиша Јокић, парох при храму светих апостола Петра и Павла.
Од августа 2020. храм је самосталан и у њему служи јереј Немања Ерак, који служи и као библиотекар Епархије зворничко-тузланске.
На градском гробљу Пучиле у Бијељини служен је парастос и обиљежена 31 година (31. августа 2023. године) од акције у којој су припадници Војске Републике Српске, уз помоћ полиције и других расположивих јединица, спасили српско становништво из Смолуће, Тиње и Потпећи.